# 폴란드 대통령

폴란드의 대통령기

제7대 폴란드 대통령 카롤 나브로츠키

폴란드의 대통령(폴란드어: Prezydent RP), 공식적으로 폴란드 공화국의 대통령(폴란드어: Prezydent Rzeczypospolitej Polskiej)은 폴란드의 국가원수다. 대통령은 국민의 직접 선거를 통해 선출한다. 1차 투표에서 투표자의 과반을 얻은 후보가 없는 경우 가장 많은 득표를 한 2명의 후보를 두고 결선투표를 한다. 폴란드의 정부수반은 폴란드의 총리지만 대통령은 헌법에 규정된 권한을 통해 국정에 영향력을 행사한다. 대통령에겐 하원 과반의 동의가 필요한 총리 지명권이 있다. 특정한 조건에서 의회를 해산할 수 있고 입법을 거부할 수 있다. 대통령의 거부는 하원 5분의 3 이상의 동의가 있을 때 번복된다. 임기는 5년이고 한 번 중임할 수 있다. 폴란드군의 통수권자다.

## 역대 대통령 목록
| 대수 | 사진 | 이름 (생 ~ 몰)                        | 임기 시작        | 임기 종료        | 소속 정당                | 기타 |
| ---- | ---- | ------------------------------------- | ---------------- | ---------------- | ------------------------ | --- |
| 1    |      | 보이치에흐 야루젤스키 (1923 ~ 2014)   | 1989년 12월 21일 | 1990년 12월 22일 | 폴란드 연합노동자당      | 1989년 12월 31일자로 국가명이 '폴란드 공화국'으로 바뀜에 따라 직책명도 자연히 개명됨.                                  |
| 2    |      | 레흐 바웬사 (1943 ~ )                 | 1990년 12월 22일 | 1995년 12월 22일 | 연대자유노조             | 1990년 당선, 보통선거로 당선된 최초의 대통령.                                                                          |
| 3    |      | 알렉산데르 크바시니에프스키 (1954 ~ ) | 1995년 12월 23일 | 2005년 12월 23일 | 폴란드 공화국 사회민주당 | 1995년, 2000년 당선. 제3공화국 최초의 재선 대통령이자 1차 투표 (2000년)에서 바로 당선된 최초의 재선 대통령.            |
| 4    |      | 레흐 카친스키 (1949 ~ 2010)           | 2005년 12월 23일 | 2010년 4월 10일  | 법과 정의당              | 2005년 당선. 전용기 충돌 사고로 사망. 폴란드 망명 정부의 마지막 대통령이었던 리샤르트 카초로프스키도 같은 사고로 사망. |
| -    |      | 브로니스와프 코모로프스키 (1952 ~ )   | 2010년 4월 10일  | 2010년 8월 6일   | 시민연단                 | 레흐 카친스키의 사망으로 인한 대통령 권한 대행                                                                         |
| 5    |      | 브로니스와프 코모로프스키 (1952 ~ )   | 2010년 8월 6일   | 2015년 8월 6일   | 시민연단                 | 2010년 당선. |
| 6    |      | 안제이 두다 (1972 ~ )                 | 2015년 8월 6일   | 2025년 8월 6일   | 법과 정의                | 2015년 당선. 2020년 재선.                                                                                              |
| 7    |      | 카롤 나브로츠키 (1972 ~ )             | 2025년 8월 6일 ~ |                  | 무소속                   | 2025년 당선. |

## 같이 보기
- 폴란드의 국가원수
- 폴란드의 군주 목록
- 국가수령
- 폴란드 망명정부
- 폴란드의 총리
- 폴란드 공군 Tu-154 추락 사고